# 盜墓

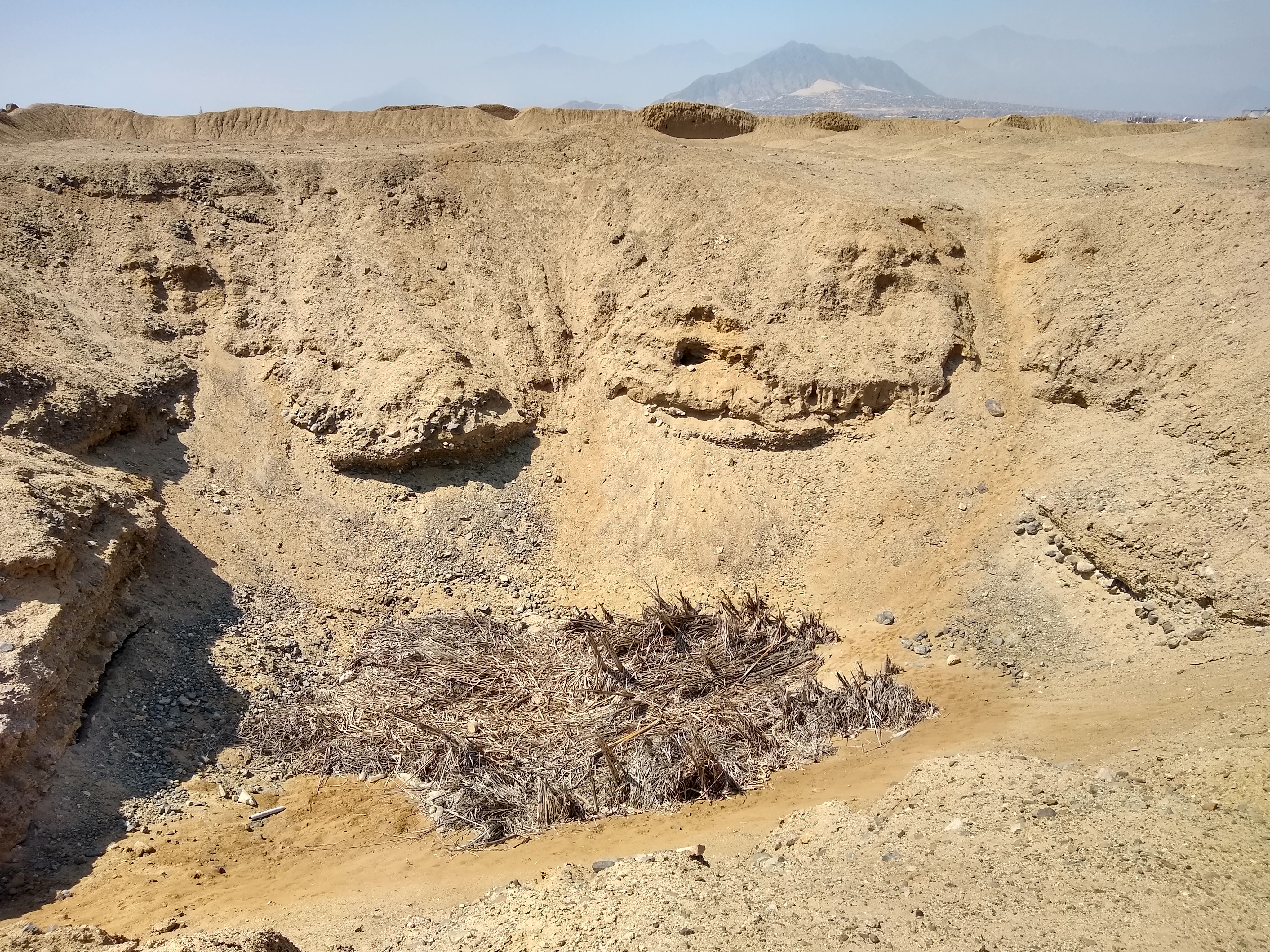
被盗墓者挖出来的洞

盜墓是指進入陵墓或地下墓室盜取陪葬之物或掘出屍體的行為，在早期貧窮的中國十分盛行。
盜墓往往影響了歷史學家及考古學家的研究工作，因為盜墓人往往先於專家开掘墓穴，其目的通常只是為了墓穴內的具高價值的精美陪葬品，在盜墓過程中極有可能故意或无意的破壞了墓穴的完整。
盜墓也有可能是為了洩恨报复。唐代宗大曆二年（767年）郭子儀在靈州（今寧夏靈武縣）大破吐蕃。是年十二月，有盗墓贼掘郭子仪之父的坟墓。民間傳聞是魚朝恩遣人所為。朝廷擔心郭子儀發兵謀叛，事發後郭子儀入朝流涕說：“臣久主兵，不能禁暴，军人残人之墓，固亦多矣。此臣不忠不孝，上获天谴，非人患也。”
盜墓的歷史由來已久，例如根據考古學家的研究發現，秦始皇陵曾經遭盜墓贼挖掘及破壞，兵馬俑手上的武器大多都被拿走，陵墓亦有給放火燒毀的跡象。估計是項羽所為，他推倒秦俑士兵，令其身首異處。
又例如直至1968年所發現漢代墓穴的兩套玉衣，一直以來人們都只是以為玉衣的存在只是個傳說而已，但現時大部分人都相信歷來有大量盜墓贼盜去了大部分的玉衣。
在中世紀及文藝復興時期的歐洲，有記錄指學習醫術及美術的學生會從殮房、民居、墓地等地方盜取的屍體，以學習人體解剖學。文藝復興時期的著名藝術家達芬奇和米開朗基羅都曾經從殯儀館或墓地裏盜取屍體，透過解剖認識人體，令他們作品更臻完美，不過這行為通常被視為盜屍，而非盜墓。
中国盗墓最猖狂的时期是在于八国联军时期，军阀时期和文化大革命到2000年。在任何一个朝代，盗墓都是要被诛九族的，只有以上这些历史时段才能钻到空子，也使得中国十墓九空。
在文化大革命时期，很多现在所称的文物贩子，其实就是盗墓贼，会去青海，新疆等地去开墓。

## 以盜墓為題材的大眾文化作品
- 《夜盜珍妃墓》：1989年電影，敘述瑾妃墓被盜事件
- 《盜墓》：衛斯理科幻小說系列的一部作品
- 《盜墓者》電子遊戲及電影系列
- 《鬼吹灯》天下霸唱的一部作品
- 《盜墓筆記》南派三叔的一部作品

## 資料來源
1. ↑  Park, Katharine 1994 'The Criminal and the Saintly Body: Autopsy and Dissection in Renaissance Italy' in Renaissance Quarterly, Vol. 47, No. 1. (Spring, 1994) p.17